# Sex on the Moon
Sex on the Moon (полное название — Sex on the Moon: The Amazing Story Behind the Most Audacious Heist in History) — книга современного американского писателя Бена Мезрича, созданная на реальных событиях, произошедших в 2002 году.

## История
Книга была выпущена издательством Doubleday в 2011 году. В ней рассказывается о студенте из Университета штата Юта Тэде Робертсе, который в 2002 проходил практику в НАСА, и вместе со своей девушкой Ребеккой и друзьями — Сандрой и Гордоном похитили сейф с лунным грунтом экспедиций космической программы «Аполлон». После ограбления компания поселились в отеле, где Тэд с возлюбленной разложили камни на кровати и занялись на них любовью. Затем они попытались продать камни через Интернет одному коллекционеру, который связался с ФБР, и в итоге похитители были арестованы и осуждены.
Книга получила в основном негативные отзывы, критики отнесли её к пурпурной прозе. Но за её экранизацию взялись Скотт Рудин, Майкл Де Лука и Дэна Брунетти — создатели фильма «Социальная сеть».